# Màrcia (mare de Trajà)
Marcia (n. sobre el 33 - m. abans del 100) va ser una dona noble romana i la mare de l'emperador Trajà.
Màrcia venia d'una família noble, la gens plebea Màrcia, que afirmava que descendia del Rei Romà Anc Marci. Màrcia era la filla Quint Marci Barea Sura i Antònia Furnil·la. Quint Marci Barea Sura va ser amic del futur emperador romà Vespasià. La germana menor de Màrcia, Màrcia Furnil·la, va ser la segona esposa del futur emperador romà Tit. Màrcia va ser la tia materna de la filla de Tit i Furni·la, Júlia Flàvia o Flàvia Júlia Titi.